# 薩特尼茨山
46°33′23″N 14°7′40″E / 46.55639°N 14.12778°E

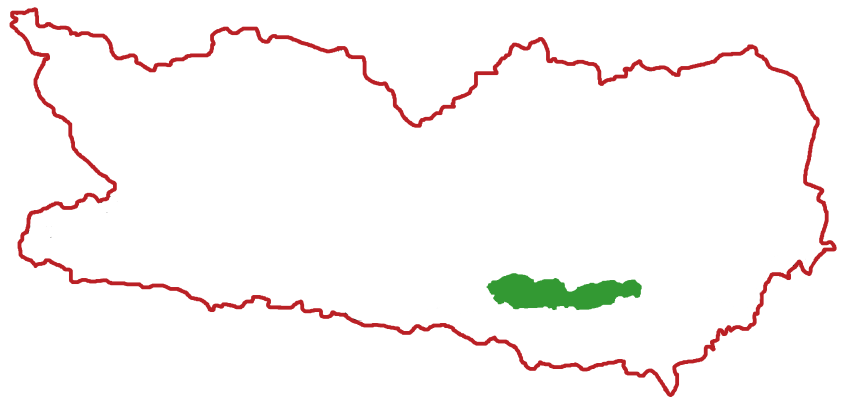

薩特尼茨山（德語：Sattnitz），是奧地利的山峰，位於該國南部，由克恩頓州負責管轄，屬於古爾克阿爾卑斯山脈的一部分，最高點海拔高度929米。